# Milano-Modena 1948
La Milano-Modena 1948, trentacinquesima edizione della corsa, si svolse il 12 settembre 1948 su un percorso di 176 km. La vittoria fu appannaggio dell'italiano Alberto Ghirardi, che completò il percorso in 4h27'00", alla media di 39,551 km/h, precedendo i connazionali Vito Ortelli e Antonio Bevilacqua.
Sul traguardo di Modena 50 ciclisti, su 67 partiti da Milano, portarono a termine la competizione.

## Ordine d'arrivo (Top 10)
| Pos. | Corridore           | Squadra          | Tempo    |
| ---- | ------------------- | ---------------- | -------- |
| 1    | Alberto Ghirardi    | Benotto          | 4h27'00" |
| 2    | Vito Ortelli        | Atala            | a 40"    |
| 3    | Antonio Bevilacqua  | Atala            | s.t.     |
| 4    | Adolfo Leoni        | Legnano          | s.t.     |
| 5    | Luciano Maggini     | Wilier Triestina | s.t.     |
| 6    | Giovanni Pinarello  | Lygie            | s.t.     |
| 7    | Nello Sforacchi     | -                | s.t.     |
| 8    | Egidio Monari       | Cimatti          | s.t.     |
| 9    | Vitaliano Lazzerini | Arbos            | s.t.     |
| 10   | Luigi Malabrocca    | Rochet           | s.t.     |